# Zdeněk Kluka
Zdeněk Kluka (* 16. dubna 1947 Brno) je český bubeník, zpěvák a hudební skladatel. Působil v rockové skupině Atlantis, v roce 1968 spoluzaložil kapelu The Progress Organization/Progres 2, v níž hraje dodnes. Rovněž působí ve skupině Čankišou hrající hudbu ve stylu world music. Zdeněk Kluka také skládá scénickou hudbu a spolupracuje s několika českými divadly.

## Biografie

### Atlantis a Progres
O hudbu se Zdeněk Kluka zajímal od mala, od druhé třídy se učil hrát na akordeon, později se ale přesunul k bicím. Svoji hudební kariéru začínal koncem první poloviny 60. let 20. století v brněnské skupině Atlantis. Úspěšnou se tato kapela stala zejména po příchodu Hany a Petra Ulrychových o rok později, v roce 1968 bylo dokonce vydáno několik singlů. V roce 1968 Atlantis vystupoval 2× v západním Německu.
Po organizačních problémech právě v NSR Kluka z Atlantisu odešel a na podzim 1968 společně s kytaristou a zpěvákem Pavlem Váněm založil skupinu The Progress Organization, se kterou bubeník na dlouho spojil svoji kariéru. Po příchodu klávesisty Jana Sochora a baskytaristy Emanuela Sideridise začali The Progress Organization zkoušet, první koncert odehráli 3. dubna 1969 v brněnské Redutě. Skupina byla úspěšná, ještě v roce 1969 například hráli jako předkapela americkým The Beach Boys, která vystoupila na brněnském zimním stadionu. Začínající normalizace ale příliš nepřála hudbě tohoto typu, proto The Progress Organization ve druhé polovině roku 1970 ukončili činnost. Opětovně se sešli ještě v lednu 1971 kvůli nahrávání svého prvního alba Barnodaj a poté ještě několikrát během toho roku na jednotlivé koncerty.
Zdeněk Kluka přešel společně s Janem Sochorem a Emanuelem Sideridisem do Skupiny Aleše Sigmunda, která doprovázela popové pěvecké duo Martha a Tena a zpěváka Boba Frídla. V roce 1972 vytvořili Kluka se Sochorem novou skupinu doprovázející Frídla, do které o dva roky později přišel i Pavel Váně. Jediným členem původních The Progress Organization, který chyběl, tak byl Emanuel Sideridis, který se mezitím přestěhoval do Řecka a kterého v této Skupině Jana Sochora nahradil Pavel Pelc.
Tato čtveřice (Kluka – Váně – Pelc – Sochor) začala od roku 1976 vytvářet druhé album skupiny The Progress Organization, přičemž název kapely musel být zaměněn za bezvýznamnové slovo Barnodaj. Deska byla nahrána v roce 1977, jednalo se o monotematické album s názvem Mauglí. V té době již ale byla obnovena i koncertní činnost skupiny, hudebníci začali používat název Progres 2 a také obsazení se částečně změnilo.
Na jaře 1978 měl premiéru dlouho připravovaný audiovizuální projekt Dialog s vesmírem, se kterým Progres 2 pod vedením Zdeňka Kluky objeli do roku 1980 celé Československo. V roce 1978 byla také ukončena spolupráce s Bobem Frídlem a členové se začali plně věnovat rockové hudbě. Začátkem 80. let následoval projekt Třetí kniha džunglí a v roce 1983 Mozek. To již byl definitivním lídrem kapely právě Zdeněk Kluka, frontman Pavel Váně totiž ze skupiny odešel v roce 1980. V roce 1987 nahráli Progres 2 písničkové album Změna! a poté se styl skupiny zcela změnil. Se Zdeňkem Klukou zůstal pouze klávesista Milan Nytra a pod vedením těchto dvou hudebníků (a pod názvem Progres-Pokrok) vznikl projekt Otrava krve, parodie na budovatelské písně a nadšení 50. let 20. století, což v té době byl odvážný počin. V roce 1990 ale Progres-Pokrok svoji činnost ukončil. Obnova skupiny s některými původními hudebníky (Kluka, Váně, Pelc) proběhla v roce 1992 a od té doby Progres koncertuje dodnes. V roce 2018 vydali Progres 2 album Tulák po hvězdách. Zdeněk Kluka je tak jediným členem kapely, který v ní působil nepřetržitě od roku 1968 (s výjimkou přestávek, kdy skupina nehrála).

### Spolupráce s divadly a televizí
Od konce 70. let 20. století působí Zdeněk Kluka i jako skladatel scénické hudby pro divadelní představení. Významná je jeho spolupráce zejména s brněnským divadlem Husa na provázku (například inscenace Červený smích, Stříbrný vítr, Shakespearománie, Báječná léta pod psa, Babička, Inženýr lidských duší či Švejk), píše hudbu i pro další divadla nejen v moravské metropoli (Městské divadlo Brno, Divadlo Radost, Městské divadlo Zlín, Jihočeské divadlo, Národní divadlo). Zdeněk Kluka spolupracuje i s televizí, autorsky se podílel na hudbě k některým televizním filmům (Papírový most či Taťka), napsal hudbu i pro slovenské večerníčky Pafka, Ňuf a Hryzka, Pampúšik.

### Čankišou
V roce 1999 byla založena skupina Čankišou, která hraje world music – tzv. hudbu (fiktivního) lidu Čanki. Jedním z jejich členů se stal i Zdeněk Kluka, který se za bicími střídá se svým synem Janem a který si k bubenické soupravě přibral i další nástroje jako balafon, blasakoredeon a akordeon. Čankišou koncertovali i například v Pákistánu či na Réunionu a dosud vydali několik alb.

## Diskografie

### S Atlantisem
- 1968 – „Jen o to mi nejde“ (singl)
- 1968 – „Wine or Love“ (singl)

### S The Progress Organization/Barnodajem/Progres 2/Progres-Pokrok
Viz kompletní diskografie Progres 2.

### S Marthou a Tenou
- 1970 – Dál než slunce vstává (album)

### S Čankišou
Viz kompletní diskografie Čankišou.